# Phlogophora conservuloides
Phlogophora conservuloides är en fjärilsart som beskrevs av George Francis Hampson 1897. Phlogophora conservuloides ingår i släktet Phlogophora och familjen nattflyn. Inga underarter finns listade i Catalogue of Life.

## Bildgalleri

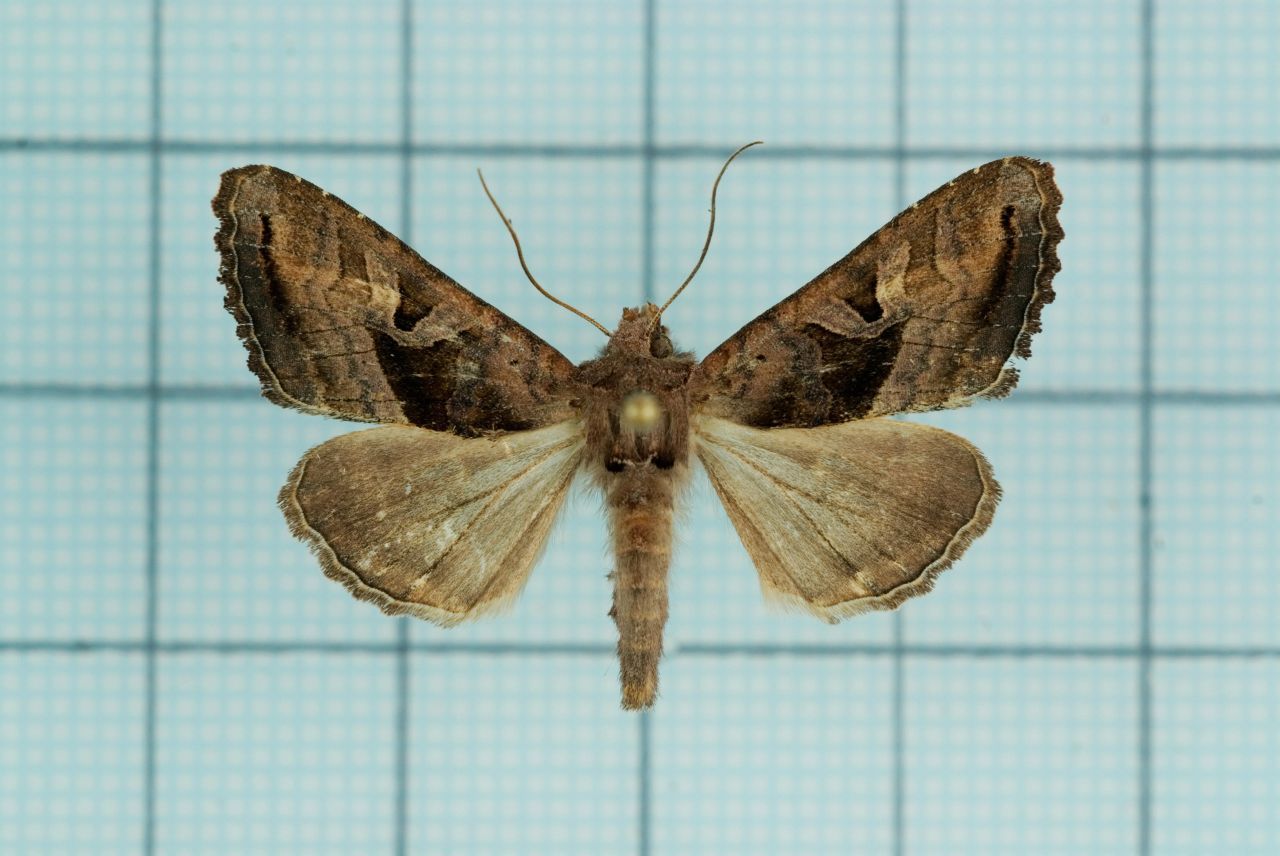
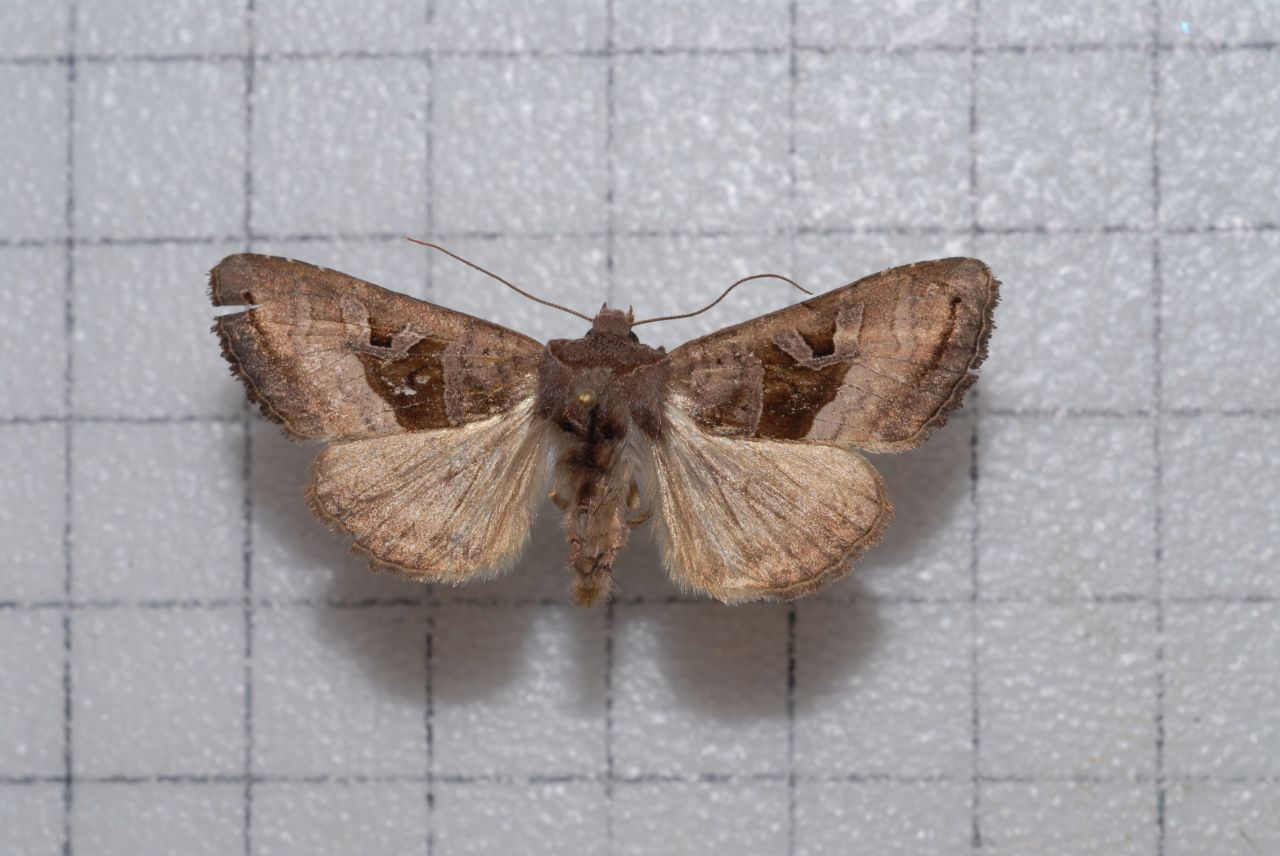
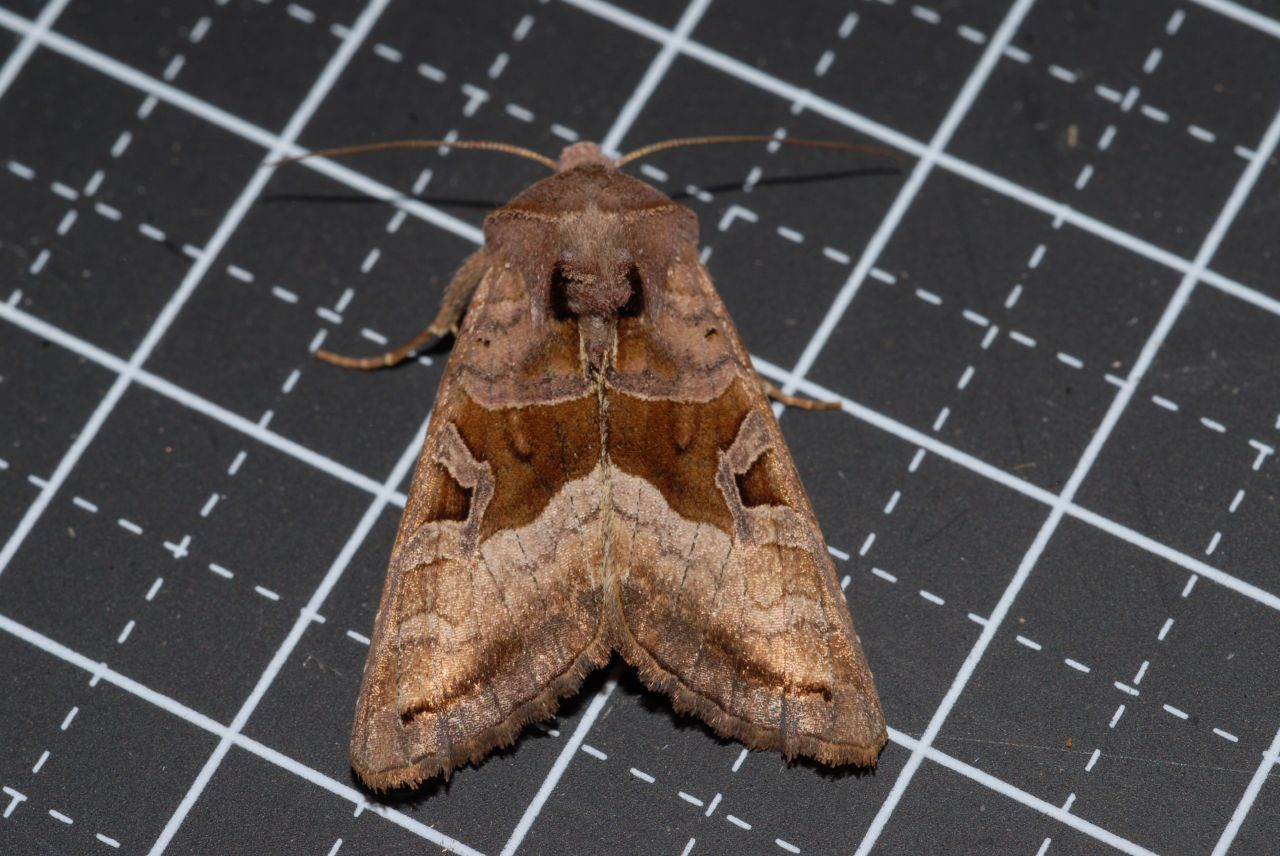
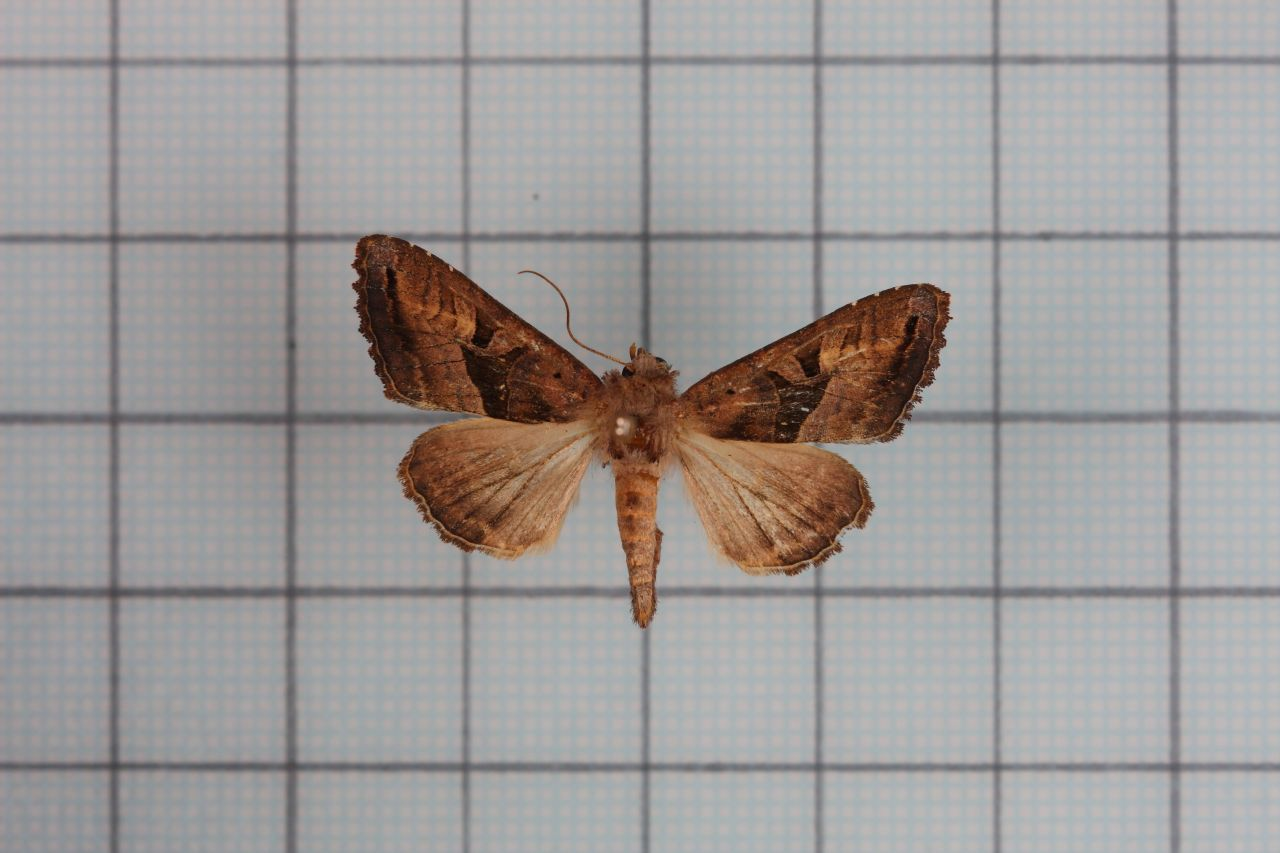
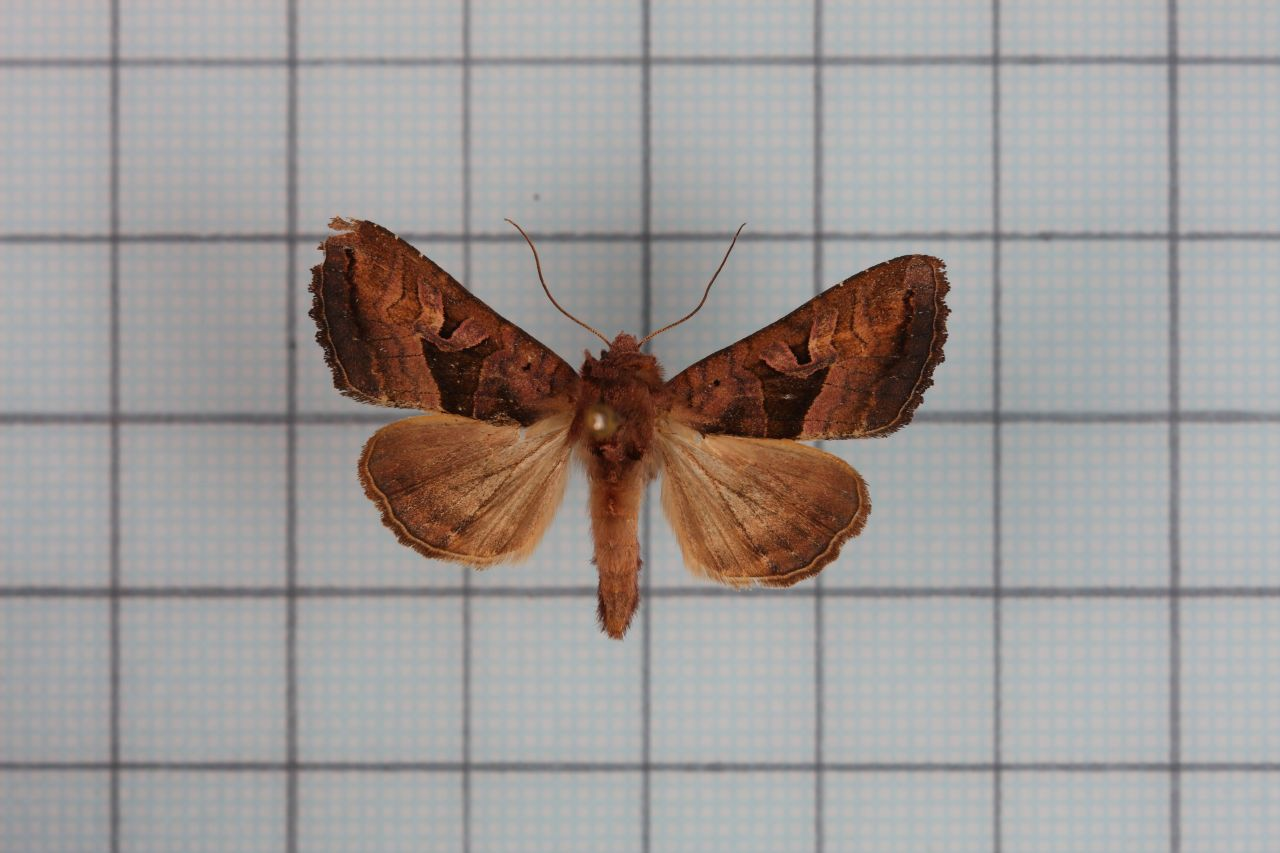
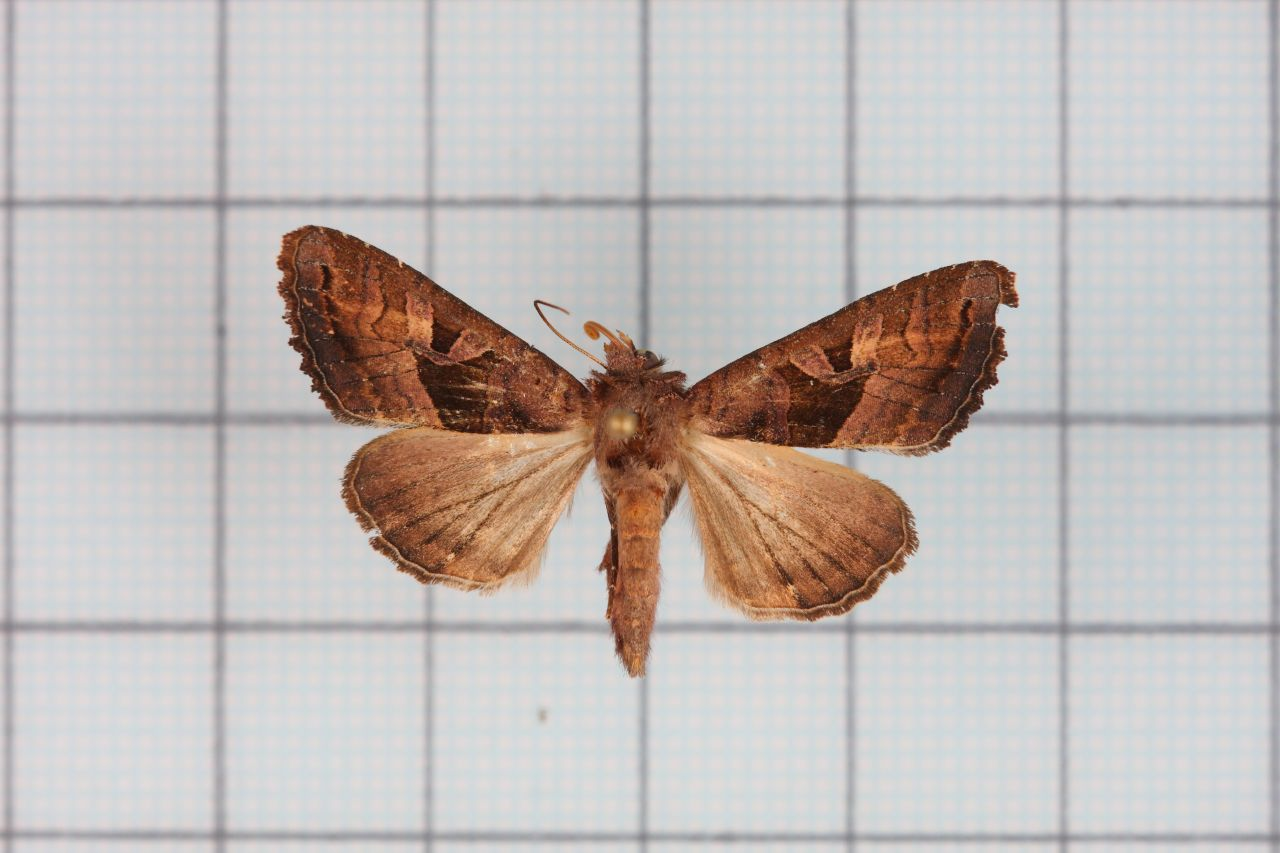